# روز

نمایش اینکه چقدر (به ساعت) زمین روشن است نسبت به عرض جغرافیایی و محل در زمین

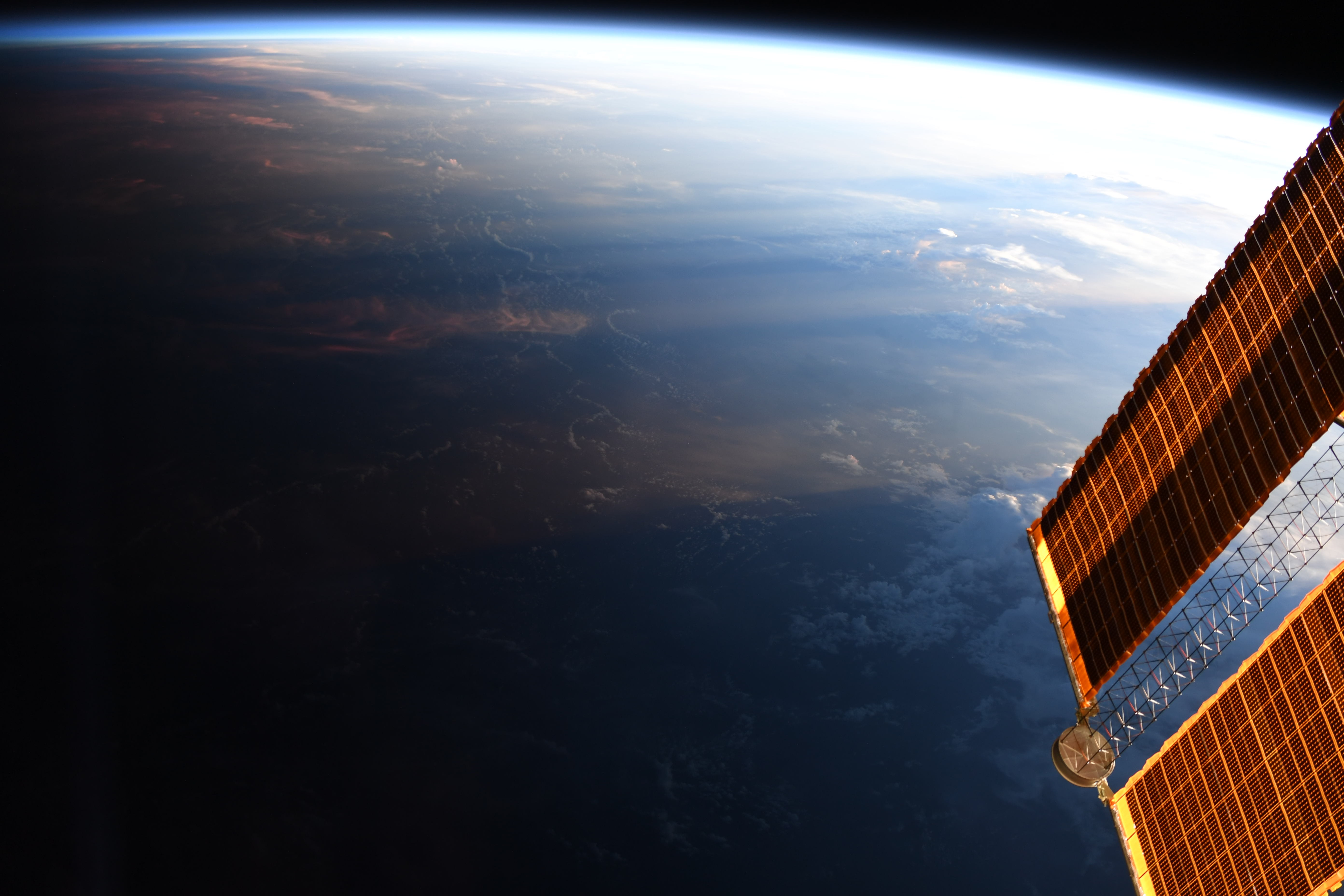
مرز بین روز و شب در زمین که از ایستگاه فضایی بین‌المللی گرفته شده است.

روز یا شبانه‌روز، به معنی مدت زمان یک دوره تناوب حرکت وضعی زمین می‌باشد که با توجه به مبدأ این دوره کاربردها و تعاریف گوناگون دارد و عام‌ترین کاربرد آن روز خورشیدی بمعنی دوره تناوب نسبت به خورشید (روز حقیقی) است که با تعدیل آن بر پایهٔ یکای متریک زمان (ثانیه) به‌عنوان یک‌دورهٔ ۲۴ساعته (روز متوسط) واحدی از زمان و گاه‌شماری است. کاربرد دیگر آن، روز نجومی است که این تناوب با مبدأ یک نقطهٔ ثابت کیهانی (ستاره یا نصف‌النهار) است. برای دیگر سیارات نیز با توجه به دوره تناوب وضعیِشان شبانه‌روز در نظر گرفته می‌شود. در یک شبان‌روز، به ترتیب: بامداد، نیم‌روز (ساعت ۱۲)، بعدازظهر (پس‌نیم‌روز)، عصر (ایوار) و نیم‌شب (ساعت ۲۴ یا ۰۰) هستند.
همچنین واژهٔ روز می‌تواند به بخشی از روز که شب نیست (از پگاه تا شامگاه) نیز اشاره داشته باشد، که در اصل روز روشن خوانده می‌شود. همچنین روز می‌تواند به یک روز از هفته یا یک روز از تقویم اشاره داشته باشد.

## واژه‌شناسی
آنچه در زبان فرانسه امروزه به معنای «روز» به کار می‌رود، در واقع ریختی از زبان فارسی است و برگرفته از واژه «روز» فارسی است. این واژه ژور (jour) همان واژه فارسی «روز» است که به‌مرور زمان، حالت اصلی خود را از دست داده است. در خود زبان فرانسه علاوه بر کاربرد این واژه، پسوند «دی» (di) نیز به‌معنای «روز» است که در کلمات lundi, mardi, mercredi, jeudi, vendredi, samedi دیده می‌شود که البته معادل همان day در زبان انگلیسی است.
گفتنی است بخش دوم واژه فَرْدا (دا) همان است که امروز در زبان انگلیسی day خوانده می‌شود. این واژه در زبان پهلوی (پارسی میانه) فَرْتاک بود که این گونه (تاگ) نیز در آلمان به جای روز است.
یکای زمان است که برابر با ۲۴ ساعت است. بیشتر در گفتگوی رایج به شبانه‌روز، روز گفته می‌شود؛ مثلاً می‌گویند از فلان تاریخ ده روز گذشت، که منظور ده شبانه‌روز است. شبانه‌روز از یکاهای سیستم SI نیست، اما کاربرد آن همراه با یکاهای SI مجاز است.
علم الایام، یعنی شناخت حوادث و رویدادهای مهم گذشته، به ویژه جنگ‌هایی که در قبایل رخ می‌داد.

## تعاریف کاربردی

### شبانه‌روز خورشیدی حقیقی یا متغیر
شبانه‌روز، یک‌دوره تناوب حرکت وضعی زمین می‌باشد که با توجه به مبدأ این دوره کاربردها و تعاریف گوناگون دارد و عام‌ترین کاربرد آن روز خورشیدی به‌معنی دورهٔ تناوب نسبت به خورشید است که این دوره تناوب به‌علت نوسانِ سرعت سالانه و دورانی خورشید در روزهای متفاوت و میل سالانه خورشید نسبت به زمین، هربار متغیر بوده شبانه‌روز خورشیدی حقیقی یا متغیر نامیده می‌شود.
شبانه‌روز متغیر یا حقیقی که نشانگر موقعیت واقعی خورشید در دائرةالبروج نسبت به مکان خاص است کاربرد دینی جهت تعیین اوقات شرعی دارد؛ مثلاً لحظه اذان ظهر با توجه به زمان واقعی خورشید هنگام زوال است که درست در نیم‌روز واقعی می‌باشد. درحالیکه با تعدیل آن دیگر ساعت رسمی اذان ظهر همیشه ثابت نیست یا ۱۲ نیمروز را نشان نمی‌دهد. قدیم در کشورهای اسلامی در مواردی ساعت‌ها (بخصوص ساعات جیبی) براساس شبانه‌روز حقیقی یا زمان واقعی بوده و با آن اوقات شرعی را محاسبه می‌کردند؛ و مبدأ آن را یکی از اوقات ظهر یا غروب قرار می‌دادند؛ مثلاً اذان ظهر همواره ساعت ۱۲ محلی بوده است؛ و بعلت متغیر بودن شبانه‌روز هر روز یا چند روز یکبار ساعت را همزمان با زوال خورشید تنظیم می‌کرده‌اند؛ و به آن ساعت ظهرتیم می‌گفتند؛ و دیگر اوقات شرعی را نیز در نظر می‌گرفتند در این مورد طلوع و غروب را به راحتی در نظر می‌گرفتند. در مواردی ساعت صفر را بر اساس لحظه غروب خورشید از افق تنظیم می‌کردند؛ و به آن ساعت غروب‌تیم می‌گفتند و غروب هر یک یا چند روز آن را مجدداً تنظیم می‌کردند. در مورد اخیر لحظه اذان مغرب و میانگین زمان غروب تا اذان صبح نیمه شب شرعی را راحت‌تر محاسبه و به‌خاطر می‌سپردند.

### شبانه‌روز خورشیدی متوسط
شبانه‌روز خورشیدی متوسط، شبانه‌روز استاندارد و رسمی است که با میانگین‌گیری و تعدیل شبانه‌روز متغیر برپایه یکای ثانیه، به عنوان یک‌دورهٔ ۲۴ساعته واحدی از زمان و گاه‌شماری است. طی یک سال حداکثر تفاضل شبانه‌روز متغیر با متوسط آن، ۱۶ دقیقه و ۲۴ ثانیه است. شبانه‌روز متوسط خورشیدی را که از نیم‌شب (متوسط) آغاز می‌شود را «شبانه‌روز عرفی» نیز می‌نامند.
روز یا شبانه‌روز متوسط، یکایی از زمان است که برابر ۲۴ ساعت می‌باشد که هر ساعت به ۶۰ دقیقه و هر دقیقه به ۶۰ ثانیه تقسیم می‌شود. هرچند که روز یک یکای متریک نیست، اما برای استفاده با سامانه متریک پذیرفته شده است. یکای متریک زمان، ثانیه است. دورهٔ چرخش زمین نسبت به خورشید (میانگین روز خورشیدی) ۸۶٬۴۰۰ ثانیه است (درست‌تر آن ۸۶٬۴۰۰٫۰۰۲۵ ثانیه در دستگاه SI است). امروزه یک روز زمین کمی بلندتر از یک روز در سدهٔ ۱۹ میلادی است این به دلیل شتاب جزر و مدی است که هر روز به‌اندازهٔ ۰ تا ۲ میلی‌ثانیه از گذشته بلندتر شده است.

### شبانه‌روز نجومی
چنانچه مبدأ یک‌دورهٔ تناوب حرکت وضعی زمین، یک ثابت کیهانی شامل یک ستاره یا نصف النهار نجومی با توجه به نقطه اعتدال بهاری باشد، شبانه‌روز نجومی نام دارد. در ستاره‌شناسی روز نجومی است برابر است با یک‌بار گردش زمین به‌دور خود نسبت به ستارگان ثابت است که طول آن ۲۳٫۹۳۴ ساعت است. این زمان با توجه به نصف‌النهار سماوی اندکی متفاوت است.
برای دیگر سیارات نیز با توجه به دوره تناوب وضعی‌شان، شبانه‌روز به همه معانی فوق بخصوص به‌معنی نجومی آن کاربرد دارد.

## نام‌های نسبی روزها
- پریروز
- دیروز
- امروز
- فردا
- پس‌فردا[۴]